# 礒部花凜
礒部 花凜（いそべ かりん、1994年5月26日 - ）は、日本の声優、女優、歌手。奈良県出身。アミューズ所属。

## 略歴
学生時代、友人の母が行けなくなった舞台のチケットをもらい、それを見て衝撃を受けて歌を勉強するようになった。
大阪芸術大学舞台芸術学科ミュージカルコース卒業。
2012年、「第94回全国高等学校野球選手権奈良大会」決勝（天理高校 対 県立畝傍高校戦）においてレポーターを務める。
2014年、「ミス・ユニバース・ジャパン」奈良代表で選出。
2015年2月1日から2016年1月31日まで朝日放送（現：朝日放送テレビ）制作・テレビ朝日系列で放送されたテレビアニメ『Go!プリンセスプリキュア』のオープニング主題歌「Miracle Go!プリンセスプリキュア」のボーカルを担当。大学在学中の歌手デビューとなる。
2015年12月24日より所属事務所をEFFECTからoffice EN-JINに移籍。2018年11月30日付けでoffice EN-JINを退所することが発表され、フリーの期間を経て、2019年3月1日付けでアミューズに所属。
2019年6月より、ヴォーカル&パフォーマンスユニット「BlooDye（ブラッディー）」に参加。リーダーの高槻かなこと共にヴォーカルを担当。
2021年1月より、熊田茜音・堀内まり菜・吉武千颯と共にコーラスユニット「ヒーラーガールズ」を結成。
2022年3月18日、BlooDyeを卒業。
2023年6月、小泉萌香・船戸ゆり絵と共に、YouTubeチャンネル『AMUSE VOICE ACTORS CHANNEL』から派生したスピンオフユニット「MIX JUICE from アミュボch」を結成。

## 人物
特技は声楽、ジャズダンス、日本舞踊、バレエ、ピアノ。
お笑い芸人の松浦景子は、大学の同級生。
インテリアのコーディネートに興味を持っている。
前田佳織里からは紅茶好き、食器が集めが趣味などの理由で「アミューズの貴族」と異名をつけられている。

## 出演
太字はメインキャラクター。

### テレビアニメ
2015年
- Go!プリンセスプリキュア（メイド）

2016年
- タマ&フレンズ うちのタマ知りませんか?（ベー）

2017年
- Just Because!（夏目美緒）

2020年
- 異種族レビュアーズ（みー）
- ライフル・イズ・ビューティフル（中河妙）
- いわかける! - Sport Climbing Girls -（紅花一文）

2021年
- かげきしょうじょ!!（受験生C）

2022年
- ぷちセカ（天馬咲希）
- ヒーラー・ガール（藤井かな）
- 不徳のギルド（ヒタム・キャン）

2024年
- アイドルマスター シャイニーカラーズ（月岡恋鐘） - 2シリーズ

2025年
- 無職の英雄 〜別にスキルなんか要らなかったんだが〜（アステア）

### 劇場アニメ
- 劇場版プロジェクトセカイ 壊れたセカイと歌えないミク（2025年、天馬咲希[24]）

### Webアニメ
- ぶらどらぶ（2021年、女、田口清子）
- アサルトリリィ ふるーつ（2021年、宮川高嶺[25]）
- Leo/need - Journey to Bloom『STELLA』（2023年、天馬咲希）

### ゲーム
2014年
- まほコレ〜魔法☆あいどるコレクション〜（星川プラム）

2016年
- アイドル事変（三宅雪乃）

2018年
- アイドルマスター シャイニーカラーズ（2018年 - 2025年、月岡恋鐘）
- アズールレーン（有明）

2019年
- ブラウンダスト（ラシャ）

2020年
- この素晴らしい世界に祝福を！ファンタスティックデイズ（シエロ）
- プロジェクトセカイ カラフルステージ! feat. 初音ミク（2020年 - 2025年、天馬咲希）

2021年
- アサルトリリィ Last Bullet（宮川高嶺）
- アイドルマスター ポップリンクス（月岡恋鐘）
- ステーションメモリーズ!（蓮台寺ミナト、コミュ）
- パニリヤ・ザ・リバイバル（イリーナ、オーロラ）

2022年
- モンスターストライク（2022年 - 2024年、ノイン）
- ウマ娘 プリティーダービー（2022年 - 2024年、ダイイチルビー）

2023年
- アイドルマスター シャイニーカラーズ Song for Prism（2023年 - 2025年、月岡恋鐘）

2024年
- メイド・オブ・ザ・デッド（火原凪咲）
- ガーディアンテイルズ（アンジ）

未定
- 戦国小町苦労譚 語絵巻 - カタリエマキ -（濃姫）

### 吹き替え
- 最後の召喚師 -The Last Summoner-（2023年、ミャウ[40][41]）

### ボイスドラマ
- プロジェクトセカイ カラフルステージ! feat. 初音ミク ボイスドラマ（2021年 - 2022年、天馬咲希） - 2作品[一覧 2]
- 戦国繚乱美少女伝（2025年、真田信幸（真田信之））

### ASMR
- もののけぼっくす!～ずっと私を癒やしてくださいね……クールなピクシー女王と禁断の果実～（2023年、アリア）
- 月に一度、お嬢さまはメイドになる。〜お嬢さま⇄メイドによる一生懸命⇄クーデレすぎる愛情たっぷりご奉仕〜（2024年、茉莉花）

### 舞台
- 大阪俳優市場2012秋（2012年） - 真弓 役
- 舞台「天元突破グレンラガン〜炎撃篇〜」其の壱（2014年10月、全労済ホール / スペース・ゼロ） - ダリー 役
- 生命のコンサート 音楽劇「赤毛のアン」（2015年10月、東京国際フォーラム） - 少女アン 役
- ヘブンイレブン！（2015年3月、六本木俳優座劇場）
- Go!プリンセスプリキュア ミュージカルショー（2015年8月 - ）
- 舞台『K』第二章-AROUSAL OF KING-（2015年8月、東京 AiiA 2.5 Theater Tokyo・大阪メルパルクホール） - 櫛名アンナ 役
  - 舞台「K-Lost Small World-」（2016年7月、東京 AiiA 2.5 Theater Tokyo・京都劇場）
  - 舞台「K-MISSING KINGS-」（2017年10月、京都劇場・銀河劇場）
- ミュージカル「手紙」（2016年1月 - 2月、新国立劇場小劇場・新神戸オリエンタル劇場・枚方市民会館大ホール） - 中条朝美 役
- ミュージカル 「マリオネット」（2016年5月） - ソフィー 役
  - ミュージカル 「マリオネット」（2017年5月）
- ミュージカル薄桜鬼  原田左之助篇（2017年4月、梅田芸術劇場・東京 AiiA 2.5 Theater Tokyo） - 雪村千鶴 役
- 舞台「BRAVE10」（2017年6月 - 7月、全労済ホール / スペース・ゼロ） - 伊佐那海 役
- こどもオペラ「ヘンゼルとグレーテル」（2017年7月） - グレーテル 役
- LIVE THEATER『Royal Scandal〜秘恋の歌姫[ディーヴァ]〜』 （2018年11月 - 12月、品川プリンスホテル クラブeX） -チェルシー 役
- ミュージカル「スター誕生」（2019年1月、中目黒キンケロシアター） - 小川百合子 役
- やがて君になる - 佐伯沙弥香 役
  - 舞台『やがて君になる』（2019年5月3日 - 12日、全労済ホール / スペース・ゼロ）[42]
  - 朗読劇「やがて君になる 佐伯沙弥香について」（2020年10月29日 - 11月8日、品川プリンスホテル クラブeX） - 主演[43]
  - 舞台「やがて君になる」encore（2022年11月25日 - 12月4日、品川プリンスホテル クラブeX）[44]
- 舞台『盾の勇者の成り上がり』 - ラフタリア 役
  - （2020年3月 - 4月、大阪・COOL JAPAN PARK OSAKA TTホール/東京・シアターサンモール） ※新型コロナウィルス感染症の影響で延期。3月27日のゲネプロの映像ソフト化のみされた
  - （2021年7月、シアターサンモール） ※上記延期の振替公演
- 舞台『炎炎ノ消防隊』 - アイリス 役
  - 舞台「炎炎ノ消防隊」（2020年7月 - 8月、梅田芸術劇場・KT Zepp Yokohama）
  - 舞台「炎炎ノ消防隊」-破壊ノ華、創造ノ音-（2022年1月、KT Zepp Yokohama）
- ミュージカル「October Sky －遠い空の向こうに－」（東京公演：2021年10月6日 - 10月24日、シアターコクーン/大阪公演：2021年11月11日 - 11月14日、森ノ宮ピロティホール）- エミリー 役　[45]
- 舞台「ウマ娘 プリティーダービー」〜Sprinters’ Story〜（2023年1月） - ダイイチルビー 役[46]
- 朗読劇『ドリアン・グレイの肖像』
- 朗読劇『あの星に願いを』（2023年5月24日 - 28日、CBGKシブゲキ!!）[47]
- ミュージカル『町田くんの世界』（2024年3月29日 - 4月14日、シアタークリエ / 4月19日 - 21日、梅田芸術劇場 シアター・ドラマシティ）[48]
- 朗読劇『若きウェルテルの悩み』（2024年5月4日、TOKYO FM HALL）[49]
- リーディングホラー『親指さがし』（2024年7月7日、シアター1010） - 高田知恵 役[50]
- 舞台『甘美なる誘拐』（2024年9月13日 - 16日、シアター1010）[51]
- 江戸川乱歩 名作朗読劇『少年探偵団』（2024年9月4日、紀伊國屋サザンシアター TAKASHIMAYA） - 明智文代 役 他[52][53]
- 朗読劇『カラフル』（2024年11月7日 - 10日、CBGKシブゲキ!!） - 桑原ひろか 役
- 朗読劇『名前を呼んで、もう一度』（2024年11月19日 - 24日、サンシャイン劇場）[54][55]
- SF空想科学朗読劇『宇宙戦争』(2025年1月9日、I'M A SHOW）[56]
- 聖剣伝説3 TRIAL of MANA THE STAGE（2025年3月7日 - 3月16日、サンシャイン劇場/4月4日 - 4月6日、COOL JAPAN PARK OSAKA） - リース 役[57]
- 朗読劇「私の頭の中の消しゴム Final Letter」（2025年5月4日、よみうり大手町ホール）[58][59]
- 岩井秀人（WARE）プロデュース『いきなり本読み！Voices』（2025年8月8日〈予定〉、草月ホール）[60]
- ミュージカル『ひめゆり』（2025年8月21日 - 24日、シアター1010） - 主演・キミ 役（社家あや乃とのダブルキャスト）[61]
- VISIONARY READING『三島由紀夫レター教室』（2025年10月11日〈予定〉、紀伊國屋ホール） - 空ミツ子 役[62]
- ミュージカル『PandoraHearts』（2025年11月7日 - 16日〈予定〉、シアターH） - シャロン＝レインズワース 役[63]

### ライブ
- Live5pb.（2014年11月15日、TOKYO DOME CITY HALL）
- Project SEKAI セカイシンフォニー2023（2023年6月10日、パシフィコ横浜 国立大ホール）[64]
- ウタヒメドリーム 1st ライブ 〜あなたは最古参〜（2023年11月19日、飛行船シアター）[65]
- 全プリキュア 20th Anniversary LIVE!（2024年1月20日・21日、横浜アリーナ）[66]
- ウタヒメドリーム 1周年記念2ndライブ『見たいの満天のペンライト』（2024年6月9日、飛行船シアター）[67]
- ANIMAX presents「ウタヒメドリーム」史上最大の3rdライブ〜超重大発表を現地で皆様と〜supported by Lemino（2025年2月24日、豊洲PIT）[68]
- THE IDOLM@STER SHINY COLORS 2nd season LIVE Over the prism（2025年3月2日、ぴあアリーナMM）[69]

### CM
- タカラレーベン「日めくりカレンダー-2月6日（火）節分の日-」（2015年）
- アミューズメント施設 アピナ ブランディングムービー（2024年、店員役[70]）

### テレビ番組
※はインターネット配信。
- サンリオキャラクターズ ポンポンジャンプ!（2017年 - 、BSフジ） - ピンキーリルローズの声
- Anison Days（2020年 - 、BS11） - 準レギュラー、コーラスパート担当
- 礒部花凜のどなたか助けてくれませんか？（2020年 -  、ニコニコ生放送※）[71]

### ドラマ
- 飯を喰らひて華と告ぐ 第9話（2024年9月3日、MXテレビ） - ユウホの友人 役

### ラジオ
※はインターネット配信。
- Radio Because! 〜花凜とLynnが応援するラジオ〜（2017年 - 2018年、ニコニコチャンネル※）[72]
- アイドルマスター シャイニーカラーズ はばたきラジオステーション（2018年 - 、ASOBI CHANNEL※） - 週替わりパーソナリティ
- 友梨・花凜・李央のらじおぽんぽこぽん（2021年 - 、音泉※）[73]
- フロッッッグ（2022年4月3日 - 、FM FUJI）
- 礒部花凜・土屋李央・林鼓子 トリコロールカラー（2024年9月7日-、音泉※）[74][75]

### WEB
- 東京ヘッドフォンマガジン（2012年）
- 礒部花凜のタラリラリン!（2014年 - 2015年） - MC  ※トミドコロと共に担当

### 映像商品
- 「THE IDOLM@STER SHINY COLORS 1stLIVE FLY TO THE SHINY SKY」Blu-ray（2019年）[76]
- バンダイナムコエンターテインメントフェスティバル 2days LIVE Blu-ray（2020年）[77]
- 「THE IDOLM@STER SHINY COLORS MUSIC DAWN」Blu-ray（2021年）[78]
- 「THE IDOLM@STER SHINY COLORS 2ndLIVE STEP INTO THE SUNSET SKY」Blu-ray（2021年）[79]
- 「THE IDOLM@STER SHINY COLORS 3rdLIVE TOUR PIECE ON PLANET / NAGOYA / TOKYO / FUKUOKA」Blu-ray（2022年）[80]  [81]  [82]
- 「THE IDOLM@STER SHINY COLORS 4thLIVE 空は澄み、今を越えて。」Blu-ray（2022年）[83]
- バンダイナムコエンターテインメントフェスティバル 2nd 2days LIVE Blu-ray（2023年）[84]
- プロジェクトセカイ カラフルステージ! feat. 初音ミク  セカイシンフォニー Sekai Symphony 2023 Live Blu-ray（2023年）[85]
- THE IDOLM@STER M@STERS OF IDOL WORLD!!!!! 2023 Blu-ray PERFECT BOX!!!!!（2023年）[86]
- 「THE IDOLM@STER SHINY COLORS 5thLIVE If I_wings.」Blu-ray（2023年）[87]
- 283PRODUCTION SOLO PERFORMANCE LIVE「我儘なまま」Blu-ray（2024年）[88]
- THE IDOLM@STER SHINY COLORS 5.5th Anniversary LIVE「星が見上げた空」Blu-ray（2024年）[89]
- 「異次元フェス アイドルマスター★♥ラブライブ！歌合戦」Blu-ray（2024年）[90]

### その他コンテンツ
- LINEスタンプ『アイドルマスター シャイニーカラーズ』（2019年 - 2020年、月岡恋鐘） - 2作品
- メディアミックスプロジェクト『温泉むすめ』（2019年、湯平燈華[91]）
- アミューズモバイル ボイスコンテンツ企画『VOICE』（2020年[92]）
- ポカリスエット×初音ミクコラボweb movie（2021年 - 2022年、天馬咲希）
- 30 MINUTES SISTERS（2022年、ティアーシャ[93]）
- 劇場版プロジェクトセカイ 壊れたセカイと歌えないミク×JR東海 東海道新幹線車内限定クロストーク（2025年）

## ディスコグラフィ

### 歌手参加楽曲
| 発売日         | 商品名                                                               | 歌 | 楽曲 | 備考                                                        |
| -------------- | -------------------------------------------------------------------- | --- | --- | ----------------------------------------------------------- |
| 2015年3月4日   | Miracle Go!プリンセスプリキュア/ドリーミング☆プリンセスプリキュア    | 礒部花凜 | 「Miracle Go!プリンセスプリキュア」 | テレビアニメ『Go!プリンセスプリキュア』オープニングテーマ   |
| 2015年7月15日  | Go!プリンセスプリキュア ボーカルアルバム1 つよく、やさしく、美しく。 | 礒部花凜 | 「Proof of life 〜夢見るこころ〜」 | テレビアニメ『Go!プリンセスプリキュア』関連曲               |
| 2015年11月11日 | Go!プリンセスプリキュア ボーカルアルバム2 〜For My Dream〜           | 礒部花凜、北川理恵 | 「夢の世界へ」 | テレビアニメ『Go!プリンセスプリキュア』関連曲               |
| 2022年12月7日  | FIRST CHANNEL                                                        | AMUSE VOICE ACTORS CHANNEL | 「Fine! Fine!」 | YouTubeチャンネル『AMUSE VOICE ACTORS CHANNEL』テーマソング |
| 2022年12月7日  | FIRST CHANNEL                                                        | 礒部花凜、前田佳織里、牧野由依 | 「Lucky Me」 | YouTubeチャンネル『AMUSE VOICE ACTORS CHANNEL』関連曲       |
| 2022年12月7日  | FIRST CHANNEL                                                        | 礒部花凜、田野アサミ | 「シアワセノハカリ」 | YouTubeチャンネル『AMUSE VOICE ACTORS CHANNEL』関連曲       |
| 2022年12月7日  | FIRST CHANNEL                                                        | AMUSE VOICE ACTORS CHANNEL | 「Secret Promise」 | YouTubeチャンネル『AMUSE VOICE ACTORS CHANNEL』関連曲       |
| 2023年9月13日  | For "F"                                                              | 吉武千颯、礒部花凜、北川理恵、駒形友梨、Machico、宮本佳那子 | 「All for one Forever」 | 劇場アニメ『映画 プリキュアオールスターズF』挿入歌          |
| 2023年11月22日 | CrosSing Collection vol.3                                            | 礒部花凜 | 「KABANERI OF THE IRON FORTRESS」 | カバーソングプロジェクト『CrosSing - Music＆Voice-』関連曲  |
| 2023年11月29日 | プリキュア ボーカルベストBOX 2018-2023                               | 池田彩、石井あみ、礒部花凜、うちやえゆか、北川理恵、工藤真由、黒沢ともよ、五條真由美、駒形友梨、佐々木李子、林ももこ、仲谷明香、後本萌葉、Machico、宮本佳那子、茂家瑞季、吉田仁美、吉武千颯 | 「DANZEN!ふたりはプリキュア 〜20th Anniversary〜 Precure Singers Edition」 「シェアして！プリキュア 〜20th Anniversary〜 Precure Singers Edition」 | テレビアニメ「プリキュアシリーズ」関連曲                    |
| 2023年11月29日 | プリキュア ボーカルベストBOX 2018-2023                               | 礒部花凜 | 「シェアして！プリキュア 〜20th Anniversary〜 Precure Singers Edition（ワンコーラス）」                                                            | テレビアニメ「プリキュアシリーズ」関連曲                    |
| 2023年11月29日 | MIX JUICE                                                            | MIX JUICE from アミュボch | 「ぐるぐるミックスジュース」 「Rain or Shine」 | YouTubeチャンネル『AMUSE VOICE ACTORS CHANNEL』関連曲       |
| 2023年11月29日 | MIX JUICE                                                            | 礒部花凜 | 「巡る日々を追いかけて」 | YouTubeチャンネル『AMUSE VOICE ACTORS CHANNEL』関連曲       |
| 2024年9月20日  | はじめまして新世界！                                                 | MIX JUICE from アミュボch | 「はじめまして新世界！」 | YouTubeチャンネル『AMUSE VOICE ACTORS CHANNEL』関連曲       |

### キャラクターソング
| 発売日   | 商品名                                                                                 | 歌 | 楽曲 | 備考 |
| 2014年   | 2014年                                                                                 | 2014年 | 2014年 | 2014年 |
| -------- | -------------------------------------------------------------------------------------- | --- | --- | --- |
| 11月20日 | -                                                                                      | 星川プラム（礒部花凜） | 「ドリーム」 「ハッピー・バースデー」 「にじのやくそく」 「スイーツ☆ 「きっと できるさ！」 「ハロウィン・ナイト」 「メリークリスマス」 「サーカスだいすき！」 「プリンセス・リリー」 「プリンセス・ローズ」 「ふたりのクイーン」 | ゲーム『まほコレ〜魔法☆あいどるコレクション』挿入歌                                                                             |
| 2017年   |                                                                                        | | | |
| 11月22日 | behind                                                                                 | 夏目美緒（礒部花凜）、森川葉月（芳野由奈）、小宮恵那（Lynn） | 「behind」 | テレビアニメ『Just Because!』エンディングテーマ                                                                                 |
| 11月22日 | behind                                                                                 | 夏目美緒（礒部花凜）、森川葉月（芳野由奈）、小宮恵那（Lynn） | 「take_one」 | テレビアニメ『Just Because!』関連曲                                                                                             |
| 2018年   |                                                                                        | | | |
| 6月6日   | THE IDOLM@STER SHINY COLORS BRILLI@NT WING 01 Spread the Wings!!                       | シャイニーカラーズ | 「Spread the Wings!!」 「Multicolored Sky」 | ゲーム『アイドルマスター シャイニーカラーズ』テーマソング                                                                       |
| 8月1日   | THE IDOLM@STER SHINY COLORS BRILLI@NT WING 03 バベルシティ・グレイス                   | アンティーカ | 「バベルシティ・グレイス」 「幻惑SILHOUETTE」 「Spread the Wings!!」 | ゲーム『アイドルマスター シャイニーカラーズ』関連曲                                                                             |
| 8月19日  | -                                                                                      | ピンキー（礒部花凜）、リオ（荒牧慶彦） | 「ミラクルくーるクレヨン」 | テレビ番組『サンリオキャラクターズ ポンポンジャンプ!』関連曲                                                                    |
| 12月19日 | THE IDOLM@STER SHINY COLORS SE@SONAL WINTER                                            | シャイニーカラーズ | 「SNOW FLAKES MEMORIES」 「Let's get a chance」 | ゲーム『アイドルマスター シャイニーカラーズ』関連曲                                                                             |
| 2019年   |                                                                                        | | | |
| 3月9日   | THE IDOLM@STER SHINY COLORS SOLO COLLECTION -1stLIVE FLY TO THE SHINY SKY-             | 月岡恋鐘（礒部花凜） | 「バベルシティ・グレイス」 | ゲーム『アイドルマスター シャイニーカラーズ』関連曲                                                                             |
| 4月10日  | THE IDOLM@STER SHINY COLORS FR@GMENT WING 01                                           | シャイニーカラーズ | 「Ambitious Eve」 「いつか Shiny Days」 | ゲーム『アイドルマスター シャイニーカラーズ』関連曲                                                                             |
| 6月12日  | THE IDOLM@STER SHINY COLORS FR@GMENT WING 03                                           | アンティーカ | 「NEO THEORY FANTASY」 「ラビリンス・レジスタンス」 「Ambitious Eve」 | ゲーム『アイドルマスター シャイニーカラーズ』関連曲                                                                             |
| 8月18日  | THE IDOLM@STER SHINY COLORS SOLO COLLECTION -SUMMER PARTY 2019-                        | 月岡恋鐘（礒部花凜） | 「幻惑SILHOUETTE」 | ゲーム『アイドルマスター シャイニーカラーズ』関連曲                                                                             |
| 12月18日 | THE IDOLM@STER SHINY COLORS FUTURITY SMILE                                             | シャイニーカラーズ | 「FUTURITY SMILE」 「Spread the Wings!!」 | ゲーム『アイドルマスター シャイニーカラーズ』関連曲                                                                             |
| 2020年   |                                                                                        | | | |
| 2月12日  | THE IDOLM@STER SHINY COLORS SWEET♡STEP                                                 | シャイニーカラーズ | 「SWEET♡STEP」 「Multicolored Sky」 | ゲーム『アイドルマスター シャイニーカラーズ』関連曲                                                                             |
| 3月21日  | THE IDOLM@STER SHINY COLORS SOLO COLLECTION -SPRING PARTY 2020-                        | 月岡恋鐘（礒部花凜） | 「NEO THEORY FANTASY」 | ゲーム『アイドルマスター シャイニーカラーズ』関連曲                                                                             |
| 4月8日   | THE IDOLM@STER SHINY COLORS GR@DATE WING 01                                            | シャイニーカラーズ | 「シャイノグラフィ」 「Dye the sky.」 | ゲーム『アイドルマスター シャイニーカラーズ』関連曲                                                                             |
| 5月13日  | この素晴らしい世界に祝福を！ファンタスティックデイズ テーマソングシングル              | アクセルハーツ | 「Bright Show」 | ゲーム『この素晴らしい世界に祝福を！ファンタスティックデイズ』挿入歌                                                            |
| 5月13日  | この素晴らしい世界に祝福を！ファンタスティックデイズ テーマソングシングル              | シエロ（礒部花凜） | 「Bright Show」 | ゲーム『この素晴らしい世界に祝福を！ファンタスティックデイズ』関連曲                                                            |
| 7月29日  | THE IDOLM@STER SHINY COLORS SOLO COLLECTION -2ndLIVE STEP INTO THE SUNSET SKY-         | 月岡恋鐘（礒部花凜） | 「ラビリンス・レジスタンス」 | ゲーム『アイドルマスター シャイニーカラーズ』関連曲                                                                             |
| 8月5日   | Dear Tomorrow                                                                          | アクセルハーツ | 「Dear Tomorrow」 | ゲーム『この素晴らしい世界に祝福を！ファンタスティックデイズ』挿入歌                                                            |
| 10月31日 | THE IDOLM@STER SHINY COLORS SOLO COLLECTION -MUSIC DAWN-                               | 月岡恋鐘（礒部花凜） | 「SNOW FLAKES MEMORIES」 | ゲーム『アイドルマスター シャイニーカラーズ』関連曲                                                                             |
| 11月4日  | THE IDOLM@STER SHINY COLORS GR@DATE WING 03                                            | アンティーカ | 「Black Reverie」 「純白トロイメライ」 「シャイノグラフィ」 | ゲーム『アイドルマスター シャイニーカラーズ』関連曲                                                                             |
| 2021年   |                                                                                        | | | |
| 1月20日  | THE IDOLM@STER SHINY COLORS COLORFUL FE@THERS -Stella-                                 | Team.Stella | 「プラニスフィア 〜planisphere〜」 | ゲーム『アイドルマスター シャイニーカラーズ』関連曲                                                                             |
| 1月20日  | THE IDOLM@STER SHINY COLORS COLORFUL FE@THERS -Stella-                                 | 月岡恋鐘（礒部花凜） | 「アポイント・シグナル」 | ゲーム『アイドルマスター シャイニーカラーズ』関連曲                                                                             |
| 4月14日  | THE IDOLM@STER SHINY COLORS L@YERED WING 01                                            | シャイニーカラーズ | 「Resonance⁺」 「Color Days」 | ゲーム『アイドルマスター シャイニーカラーズ』関連曲                                                                             |
| 4月24日  | THE IDOLM@STER SHINY COLORS SOLO COLLECTION -3rdLIVE TOUR PIECE ON PLANET / TOKYO-     | 月岡恋鐘（礒部花凜） | 「Black Reverie」 | ゲーム『アイドルマスター シャイニーカラーズ』関連曲                                                                             |
| 5月29日  | THE IDOLM@STER SHINY COLORS SOLO COLLECTION -3rdLIVE TOUR PIECE ON PLANET / FUKUOKA-   | 月岡恋鐘（礒部花凜） | 「純白トロイメライ」 | ゲーム『アイドルマスター シャイニーカラーズ』関連曲                                                                             |
| 6月9日   | needLe/ステラ                                                                          | Leo/need、初音ミク | 「needLe」 「ステラ」 | ゲーム『プロジェクトセカイ カラフルステージ！ feat.初音ミク』関連曲                                                             |
| 6月9日   | THE IDOLM@STER SHINY COLORS L@YERED WING 03                                            | アンティーカ | 「abyss of conflict」 「革命進化論」 「Resonance⁺」 | ゲーム『アイドルマスター シャイニーカラーズ』関連曲                                                                             |
| 9月8日   | Edel Lilie（Last Bullet MIX） グラン・エプレVer.                                       | グラン・エプレ | 「Multicolored flowers」 | ゲーム『アサルトリリィ Last Bullet』関連曲                                                                                      |
| 2022年   |                                                                                        | | | |
| 2月9日   | Neunt Praeludium（Last Bullet MIX） グラン・エプレVer.                                 | グラン・エプレ | 「蕾の中の奇跡」 「Treasure Every Day!」 | ゲーム『アサルトリリィ Last Bullet』関連曲                                                                                      |
| 2月9日   | Neunt Praeludium（Last Bullet MIX）Blu-ray付生産限定盤                                 | アサルトリリィ Last Bullet | 「蕾の中の奇跡」 | ゲーム『アサルトリリィ Last Bullet』関連曲                                                                                      |
| 2月14日  | THE IDOLM@STER SHINY COLORS SOLO COLLECTION -L@YERED WING part 1-                      | 月岡恋鐘（礒部花凜） | 「abyss of conflict」 | ゲーム『アイドルマスター シャイニーカラーズ』関連曲                                                                             |
| 2月14日  | THE IDOLM@STER SHINY COLORS SOLO COLLECTION -L@YERED WING part 2-                      | 月岡恋鐘（礒部花凜） | 「革命進化論」 | ゲーム『アイドルマスター シャイニーカラーズ』関連曲                                                                             |
| 2月16日  | 霽れを待つ/「1」                                                                       | Leo/need、初音ミク | 「霽れを待つ」 | ゲーム『プロジェクトセカイ カラフルステージ！ feat. 初音ミク』関連曲                                                            |
| 2月16日  | 霽れを待つ/「1」                                                                       | Leo/need、巡音ルカ | 「「1」」 | ゲーム『プロジェクトセカイ カラフルステージ！ feat. 初音ミク』関連曲                                                            |
| 4月13日  | THE IDOLM@STER SHINY COLORS PANOR@MA WING 01                                           | シャイニーカラーズ | 「虹の行方」 「Daybreak Age」 | ゲーム『アイドルマスター シャイニーカラーズ』関連曲                                                                             |
| 4月23日  | THE IDOLM@STER SHINY COLORS Synthe-Side 01                                             | アンティーカ、ストレイライト | 「Killer×Mission」 | ゲーム『アイドルマスター シャイニーカラーズ』関連曲                                                                             |
| 4月23日  | THE IDOLM@STER SHINY COLORS Synthe-Side 01                                             | 月岡恋鐘（礒部花凜） | 「Killer×Mission」 | ゲーム『アイドルマスター シャイニーカラーズ』関連曲                                                                             |
| 5月11日  | Leo/need SEKAI ALBUM vol.1                                                             | Leo/need | 「タイムマシン」 「いかないで」 | ゲーム『プロジェクトセカイ カラフルステージ！ feat. 初音ミク』関連曲                                                            |
| 5月11日  | Leo/need SEKAI ALBUM vol.1                                                             | Leo/need、初音ミク | 「from Y to Y」 「カゲロウデイズ」 | ゲーム『プロジェクトセカイ カラフルステージ！ feat. 初音ミク』関連曲                                                            |
| 6月15日  | THE IDOLM@STER SHINY COLORS PANOR@MA WING 03                                           | アンティーカ | 「浮動性イノセンス」 「愚者の独白」 「虹の行方」 | ゲーム『アイドルマスター シャイニーカラーズ』関連曲                                                                             |
| 6月22日  | TVアニメ『ヒーラー・ガール』劇中歌アルバム「Singin' in a Tender Tone」                 | 藤井かな（礒部花凜） | 「やわらかな音のなかで」 | テレビアニメ『ヒーラー・ガール』挿入歌                                                                                          |
| 6月22日  | TVアニメ『ヒーラー・ガール』劇中歌アルバム「Singin' in a Tender Tone」                 | 烏丸理彩（高垣彩陽）、藤井かな（礒部花凜）、矢薙ソニア（吉武千颯） | 「ちいさな声、おおきな世界」 | テレビアニメ『ヒーラー・ガール』挿入歌                                                                                          |
| 6月22日  | TVアニメ『ヒーラー・ガール』劇中歌アルバム「Singin' in a Tender Tone」                 | 藤井かな（礒部花凜）、五城玲美（堀内まり菜）、森嶋響（熊田茜音）、矢薙ソニア（吉武千颯） | 「Run!Run!Run!」 「Resonance」 | テレビアニメ『ヒーラー・ガール』挿入歌                                                                                          |
| 6月22日  | TVアニメ『ヒーラー・ガール』劇中歌アルバム「Singin' in a Tender Tone」                 | 藤井かな（礒部花凜）、五城玲美（堀内まり菜）、森嶋響（熊田茜音） | 「未来の扉をひらいて」 「メドレー 山には素敵なものがある / てっぺんまで登ろう / 星と蛍」 「いやしのうた」 | テレビアニメ『ヒーラー・ガール』挿入歌                                                                                          |
| 6月22日  | TVアニメ『ヒーラー・ガール』劇中歌アルバム「Singin' in a Tender Tone」                 | 烏丸理彩（高垣彩陽）、藤井かな（礒部花凜）、五城玲美（堀内まり菜）、森嶋響（熊田茜音） | 「SONG FOR LIFE」 | テレビアニメ『ヒーラー・ガール』挿入歌                                                                                          |
| 6月22日  | TVアニメ『ヒーラー・ガール』劇中歌アルバム「Singin' in a Tender Tone」                 | 烏丸理彩（高垣彩陽）、藤井かな（礒部花凜）、五城玲美（堀内まり菜）、森嶋響（熊田茜音）、矢薙ソニア（吉武千颯） | 「You can choose everything」 「Feel You, Heal You」 | テレビアニメ『ヒーラー・ガール』挿入歌                                                                                          |
| 8月3日   | Diverse                                                                                | 宮川高嶺（礒部花凜） | 「Dearest Dream」 | 『アサルトリリィ』関連曲 |
| 8月13日  | THE IDOLM@STER SHINY COLORS B☆Health                                                   | シャイニーカラーズ | 「283体操」 「シャイニーエクササイズ」 | ゲーム『アイドルマスター シャイニーカラーズ』関連曲                                                                             |
| 9月28日  | ウマ娘 プリティーダービー WINNING LIVE 08                                              | ウオッカ（大橋彩香）、ダイワスカーレット（木村千咲）、マヤノトップガン（星谷美緒）、スマートファルコン（大和田仁美）、ダイタクヘリオス（山根綺）、サクラローレル（真野美月）、ヤマニンゼファー（今泉りおな）、ダイイチルビー（礒部花凜）、アストンマーチャン（井上ほの花）、ケイエスミラクル（佐藤日向）、コパノリッキー（稲垣好）、ホッコータルマエ（菊池紗矢香）、ワンダーアキュート（須藤叶希） | 「Gaze on Me!」 | ゲーム『ウマ娘 プリティーダービー』関連曲                                                                                       |
| 9月28日  | ウマ娘 プリティーダービー WINNING LIVE 08                                              | スペシャルウィーク（和氣あず未）、サイレンススズカ（高野麻里佳）、ゴールドシップ（上田瞳）、ウオッカ（大橋彩香）、ダイワスカーレット（木村千咲）、メジロマックイーン（大西沙織）、ナリタブライアン（衣川里佳）、マヤノトップガン（星谷美緒）、ライスシャワー（石見舞菜香）、ウイニングチケット（渡部優衣）、スマートファルコン（大和田仁美）、ダイタクヘリオス（山根綺）、サクラローレル（真野美月）、ヤマニンゼファー（今泉りおな）、ダイイチルビー（礒部花凜）、アストンマーチャン（井上ほの花）、ケイエスミラクル（佐藤日向）、コパノリッキー（稲垣好）、ホッコータルマエ（菊池紗矢香）、ワンダーアキュート（須藤叶希） | 「うまぴょい伝説」 | ゲーム『ウマ娘 プリティーダービー』関連曲                                                                                       |
| 11月16日 | フロムトーキョー/流星のパルス                                                          | Leo/need、初音ミク | 「フロムトーキョー」 | ゲーム『プロジェクトセカイ カラフルステージ！ feat. 初音ミク』関連曲                                                            |
| 11月16日 | フロムトーキョー/流星のパルス                                                          | Leo/need、MEIKO | 「流星のパルス」 | ゲーム『プロジェクトセカイ カラフルステージ！ feat. 初音ミク』関連曲                                                            |
| 2023年   |                                                                                        | | | |
| 1月18日  | THE IDOLM@STER SHINY COLORS WING COLLECTION -A side-                                   | シャイニーカラーズ | 「Spread the Wings!! -25 colors-」 「Ambitious Eve -25 colors-」 「シャイノグラフィ -25 colors-」 「Resonance⁺ -25 colors-」 「SNOW FLAKES MEMORIES -25 colors-」 「FUTURITY SMILE -25 colors-」                                 | ゲーム『アイドルマスター シャイニーカラーズ』関連曲                                                                             |
| 1月18日  | THE IDOLM@STER SHINY COLORS WING COLLECTION -A side-                                   | アンティーカ | 「バベルシティ・グレイス（2023 Ver.）」 「NEO THEORY FANTASY（2023 Ver.）」 「Black Reverie（2023 Ver.）」 「abyss of conflict（2023 Ver.）」                                                                                    | ゲーム『アイドルマスター シャイニーカラーズ』関連曲                                                                             |
| 2月8日   | ウマ娘 プリティーダービー WINNING LIVE 10                                              | ダイタクヘリオス（山根綺）、ヤマニンゼファー（今泉りおな）、ダイイチルビー（礒部花凜）、ケイエスミラクル（佐藤日向） | 「Overrunner!」 | 舞台『ウマ娘 プリティーダービー 〜Sprinters’ Story〜』テーマソング                                                              |
| 2月8日   | ウマ娘 プリティーダービー WINNING LIVE 10                                              | トウカイテイオー（Machico）、マルゼンスキー（Lynn）、タイキシャトル（大坪由佳）、グラスワンダー（前田玲奈）、メジロライアン（土師亜文）、ナイスネイチャ（前田佳織里）、ダイタクヘリオス（山根綺）、サクラチヨノオー（野口瑠璃子）、ツルマルツヨシ（青山吉能）、ヤマニンゼファー（今泉りおな）、シンボリクリスエス（春川芽生）、タニノギムレット（松岡美里）、ダイイチルビー（礒部花凜）、ケイエスミラクル（佐藤日向） | 「うまぴょい伝説」 | ゲーム『ウマ娘 プリティーダービー』関連曲                                                                                       |
| 2月8日   | THE IDOLM@STER SHINY COLORS WING COLLECTION -B side-                                   | シャイニーカラーズ | 「Multicolored Sky -25 colors-」 「いつか Shiny Days -25 colors-」 「Dye the sky. -25 colors-」 「Color Days -25 colors-」 「Let's get a chance -25 colors-」 「SWEET♡STEP -25 colors-」                                         | ゲーム『アイドルマスター シャイニーカラーズ』関連曲                                                                             |
| 2月8日   | THE IDOLM@STER SHINY COLORS WING COLLECTION -B side-                                   | アンティーカ | 「幻惑SILHOUETTE（2023 Ver.）」 「ラビリンス・レジスタンス（2023 Ver.）」 「純白トロイメライ（2023 Ver.）」 「革命進化論（2023 Ver.）」                                                                                          | ゲーム『アイドルマスター シャイニーカラーズ』関連曲                                                                             |
| 2月11日  | THE IDOLM@STER SHINY COLORS SOLO COLLECTION -M@STERS OF IDOL WORLD!!!!! 2023-          | 月岡恋鐘（礒部花凜） | 「Let’s get a chance」 | ゲーム『アイドルマスター シャイニーカラーズ』関連曲                                                                             |
| 3月18日  | THE IDOLM@STER SHINY COLORS SOLO COLLECTION -5thLIVE If I_wings. part1-                | 月岡恋鐘（礒部花凜） | 「浮動性イノセンス」 | ゲーム『アイドルマスター シャイニーカラーズ』関連曲                                                                             |
| 3月18日  | THE IDOLM@STER SHINY COLORS SOLO COLLECTION -5thLIVE If I_wings. part2-                | 月岡恋鐘（礒部花凜） | 「愚者の独白」 | ゲーム『アイドルマスター シャイニーカラーズ』関連曲                                                                             |
| 4月28日  | Be The MUSIC!                                                                          | 「All Music MIKUdemy」一同 | 「Be The MUSIC!」 | ゲーム『プロジェクトセカイ カラフルステージ！ feat. 初音ミク』関連曲                                                            |
| 5月10日  | THE IDOLM@STER SHINY COLORS “CANVAS” 02                                                | アンティーカ | 「とある英雄たちの物語」 「Unsung Heroes」 「有彩色ユリイカ」 | ゲーム『アイドルマスター シャイニーカラーズ』関連曲                                                                             |
| 6月28日  | 蛍                                                                                     | 水月ひかり 【ウタヒメドリーム】（礒部花凜） | 「蛍」 | 『ウタヒメドリーム』関連曲 |
| 7月5日   | STAGE OF SEKAI/Peaky Peaky                                                             | Leo/need、鏡音レン | 「STAGE OF SEKAI」 | ゲーム『プロジェクトセカイ カラフルステージ！ feat. 初音ミク』関連曲                                                            |
| 7月5日   | STAGE OF SEKAI/Peaky Peaky                                                             | Leo/need、KAITO | 「Peaky Peaky」 | ゲーム『プロジェクトセカイ カラフルステージ！ feat. 初音ミク』関連曲                                                            |
| 7月5日   | オーダーメイド/てらてら                                                                | Leo/need、巡音ルカ | 「オーダーメイド」 | ゲーム『プロジェクトセカイ カラフルステージ！ feat. 初音ミク』関連曲                                                            |
| 7月5日   | オーダーメイド/てらてら                                                                | Leo/need、初音ミク | 「てらてら」 | ゲーム『プロジェクトセカイ カラフルステージ！ feat. 初音ミク』関連曲                                                            |
| 7月22日  | THE IDOLM@STER SHINY COLORS SOLO COLLECTION -SOLO PERFORMANCE LIVE 我儘なまま Stella-  | 月岡恋鐘（礒部花凜） | 「プラニスフィア 〜planisphere〜」 | ゲーム『アイドルマスター シャイニーカラーズ』関連曲                                                                             |
| 8月1日   | Hungry Spider                                                                          | 水月ひかり 【ウタヒメドリーム】（礒部花凜） | 「Hungry Spider」 | 『ウタヒメドリーム』関連曲 |
| 8月30日  | Voices/the WALL                                                                        | Leo/need、鏡音リン | 「Voices」 | ゲーム『プロジェクトセカイ カラフルステージ！ feat. 初音ミク』関連曲                                                            |
| 8月30日  | Voices/the WALL                                                                        | Leo/need、初音ミク | 「the WALL」 | ゲーム『プロジェクトセカイ カラフルステージ！ feat. 初音ミク』関連曲                                                            |
| 9月1日   | 瑠璃色の地球                                                                           | 水月ひかり 【ウタヒメドリーム】（礒部花凜） | 「瑠璃色の地球」 | 『ウタヒメドリーム』関連曲 |
| 10月18日 | THE IDOLM@STER SHINY COLORS Song for Prism 星の声                                      | シャイニーカラーズ | 「星の声」 | ゲーム『アイドルマスター シャイニーカラーズ Song for Prism』テーマソング                                                        |
| 11月8日  | トウメイダイアリー/Wish Drop                                                           | 一柳梨璃（赤尾ひかる）、白井夢結（夏吉ゆうこ）、相澤一葉（藤井彩加）、飯島恋花（石飛恵里花）、今叶星（前田佳織里）、宮川高嶺（礒部花凜） | 「Wish Drop」 | ゲーム『アサルトリリィ Last Bullet』2.5周年テーマ曲                                                                             |
| 11月19日 | ウタヒメドリーム SONG MANIA                                                            | ウタヒメドリーム オールスターズ | 「ウタヒメドリーム」 | 『ウタヒメドリーム』関連曲 |
| 11月19日 | ウタヒメドリーム SONG MANIA                                                            | 水月ひかり（礒部花凜） | 「ウタヒメドリーム」 | 『ウタヒメドリーム』関連曲 |
| 11月22日 | Flyway/相生                                                                            | Leo/need、鏡音レン | 「Flyway」 | ゲーム『プロジェクトセカイ カラフルステージ！ feat. 初音ミク』関連曲                                                            |
| 11月22日 | Flyway/相生                                                                            | Leo/need、MEIKO | 「相生」 | ゲーム『プロジェクトセカイ カラフルステージ！ feat. 初音ミク』関連曲                                                            |
| 11月23日 | この素晴らしい世界に祝福を！ファンタスティックデイズ」ソング・コレクション             | アクセルハーツ | 「Bright Show」 「Dear Tomorrow」 「My Favorite!」 「Cutie Star」 | ゲーム『この素晴らしい世界に祝福を！ファンタスティックデイズ』関連曲                                                            |
| 11月23日 | この素晴らしい世界に祝福を！ファンタスティックデイズ」ソング・コレクション             | メル（愛美）、アクセルハーツ | 「Smile Surprise」 | ゲーム『この素晴らしい世界に祝福を！ファンタスティックデイズ』関連曲                                                            |
| 11月23日 | この素晴らしい世界に祝福を！ファンタスティックデイズ」ソング・コレクション             | シエロ（礒部花凜） | 「Bright Show」 「Dear Tomorrow」 「My Favorite!」 「Cutie Star」 | ゲーム『この素晴らしい世界に祝福を！ファンタスティックデイズ』関連曲                                                            |
| 12月6日  | 異次元★♥BIGBANG                                                                        | 島村卯月（大橋彩香）、最上静香（田所あずさ）、月岡恋鐘（礒部花凜）、高海千歌（伊波杏樹）、上原歩夢（大西亜玖璃）、澁谷かのん（伊達さゆり）、日野下花帆（楡井希実） | 「異次元★♥BIGBANG」 | ライブイベント『異次元フェス アイドルマスター★♥ラブライブ！歌合戦』テーマソング                                                 |
| 2024年   |                                                                                        | | | |
| 1月17日  | 難破船                                                                                 | 水月ひかり 【ウタヒメドリーム】（礒部花凜） | 「難破船」 | 『ウタヒメドリーム』関連曲 |
| 2月7日   | 運命のトリニティ                                                                       | 新生グラン・エプレ | 「Overcast Sky」 | ゲーム『アサルトリリィ Last Bullet』関連曲                                                                                      |
| 2月7日   | 運命のトリニティ                                                                       | グラン・エプレ | 「Overcast Sky」 | ゲーム『アサルトリリィ Last Bullet』関連曲                                                                                      |
| 2月7日   | 運命のトリニティ                                                                       | 今叶星（前田佳織里）、宮川高嶺（礒部花凜） | 「Wish Drop」 | ゲーム『アサルトリリィ Last Bullet』関連曲                                                                                      |
| 3月2日   | THE IDOLM@STER SHINY COLORS SOLO COLLECTION -6thLIVE TOUR Come and Unite! part1-       | 月岡恋鐘（礒部花凜） | 「とある英雄たちの物語」 | ゲーム『アイドルマスター シャイニーカラーズ』関連曲                                                                             |
| 3月2日   | THE IDOLM@STER SHINY COLORS SOLO COLLECTION -6thLIVE TOUR Come and Unite! part2-       | 月岡恋鐘（礒部花凜） | 「Unsung Heroes」 | ゲーム『アイドルマスター シャイニーカラーズ』関連曲                                                                             |
| 3月2日   | THE IDOLM@STER SHINY COLORS SOLO COLLECTION -6thLIVE TOUR Come and Unite! part3-       | 月岡恋鐘（礒部花凜） | 「有彩色ユリイカ」 | ゲーム『アイドルマスター シャイニーカラーズ』関連曲                                                                             |
| 3月6日   | Leo/need SEKAI ALBUM vol.2                                                             | Leo/need、初音ミク | 「ロストエンファウンド」 | ゲーム『プロジェクトセカイ カラフルステージ！ feat. 初音ミク』関連曲                                                            |
| 3月6日   | Leo/need SEKAI ALBUM vol.2                                                             | Leo/need | 「天ノ弱」 | ゲーム『プロジェクトセカイ カラフルステージ！ feat. 初音ミク』関連曲                                                            |
| 3月6日   | Leo/need SEKAI ALBUM vol.2                                                             | Leo/need、鏡音リン | 「夜もすがら君想ふ」 | ゲーム『プロジェクトセカイ カラフルステージ！ feat. 初音ミク』関連曲                                                            |
| 3月6日   | Leo/need SEKAI ALBUM vol.2                                                             | Leo/need、巡音ルカ | 「Hello, Worker」 | ゲーム『プロジェクトセカイ カラフルステージ！ feat. 初音ミク』関連曲                                                            |
| 3月6日   | Leo/need SEKAI ALBUM vol.2                                                             | Leo/need、鏡音レン | 「アトラクトライト」 | ゲーム『プロジェクトセカイ カラフルステージ！ feat. 初音ミク』関連曲                                                            |
| 3月6日   | Leo/need SEKAI ALBUM vol.2                                                             | Leo/need、MEIKO | 「快晴」 | ゲーム『プロジェクトセカイ カラフルステージ！ feat. 初音ミク』関連曲                                                            |
| 4月10日  | THE IDOLM@STER SHINY COLORS ツバサグラビティ                                           | シャイニーカラーズ | 「ツバサグラビティ」 | テレビアニメ『アイドルマスター シャイニーカラーズ』オープニングテーマ                                                           |
| 4月10日  | THE IDOLM@STER SHINY COLORS ツバサグラビティ                                           | アンティーカ | 「ツバサグラビティ」 | テレビアニメ『アイドルマスター シャイニーカラーズ』関連曲                                                                       |
| 6月11日  | 雨のプラネタリウム                                                                     | 水月ひかり 【ウタヒメドリーム】（礒部花凜） | 「雨のプラネタリウム」 | 『ウタヒメドリーム』関連曲 |
| 6月12日  | 星を繋ぐ/purpose                                                                       | Leo/need、KAITO | 「星を繋ぐ」 | ゲーム『プロジェクトセカイ カラフルステージ！ feat. 初音ミク』関連曲                                                            |
| 6月12日  | 星を繋ぐ/purpose                                                                       | Leo/need、鏡音リン | 「purpose」 | ゲーム『プロジェクトセカイ カラフルステージ！ feat. 初音ミク』関連曲                                                            |
| 6月12日  | THE IDOLM@STER SHINY COLORS ECHOES 02                                                  | アンティーカ | 「文明開化輪舞 -シティ・ハレルヤ-」 「秋の終わり、僕の記憶」 「Migratory Echoes」 | ゲーム『アイドルマスター シャイニーカラーズ』関連曲                                                                             |
| 7月3日   | プロジェクトセカイ カラフルステージ！ feat. 初音ミク アナザーボーカルアルバム Leo/need | 天馬咲希（礒部花凜） | 「needLe」 「テオ」 「霽れを待つ」 「タイムマシン」 「いかないで」 「フロムトーキョー」 「カゲロウデイズ」 | ゲーム『プロジェクトセカイ カラフルステージ！ feat. 初音ミク』関連曲                                                            |
| 7月3日   | プロジェクトセカイ カラフルステージ！ feat. 初音ミク アナザーボーカルアルバム Leo/need | 天馬咲希（礒部花凜）、日野森志歩（中島由貴） | 「from Y to Y」 | ゲーム『プロジェクトセカイ カラフルステージ！ feat. 初音ミク』関連曲                                                            |
| 7月24日  | THE IDOLM@STER SHINY COLORS Song for Prism 時限式狂騒ワンダーランド / LINKs            | アンティーカ | 「時限式狂騒ワンダーランド」 | ゲーム『アイドルマスター シャイニーカラーズ Song for Prism』関連曲                                                              |
| 7月27日  | THE IDOLM@STER SHINY COLORS LIVE FUN!! -Beyond the Blue sky part1-                     | 月岡恋鐘（礒部花凜） | 「ツバサグラビティ」 | テレビアニメ『アイドルマスター シャイニーカラーズ』関連曲                                                                       |
| 8月28日  | ノーギフテッド                                                                         | ウタヒメドリーム オールスターズ | 「ノーギフテッド」 | テレビアニメ『俺は全てを【パリイ】する 〜逆勘違いの世界最強は冒険者になりたい〜』 エンディングテーマ 『ウタヒメドリーム』関連曲 |
| 8月28日  | ノーギフテッド                                                                         | ウタヒメドリーム オールスターズ | 「ウタヒメドリーム」 | 『ウタヒメドリーム』関連曲 |
| 9月18日  | インテグラル/レグルス                                                                  | Leo/need、初音ミク | 「インテグラル」 | ゲーム『プロジェクトセカイ カラフルステージ！ feat. 初音ミク』関連曲                                                            |
| 9月18日  | インテグラル/レグルス                                                                  | Leo/need、KAITO | 「レグルス」 | ゲーム『プロジェクトセカイ カラフルステージ！ feat. 初音ミク』関連曲                                                            |
| 10月9日  | THE IDOLM@STER SHINY COLORS プリズムフレア                                             | シャイニーカラーズ | 「プリズムフレア」 | テレビアニメ『アイドルマスター シャイニーカラーズ 2nd season』オープニングテーマ                                                |
| 10月9日  | THE IDOLM@STER SHINY COLORS プリズムフレア                                             | アンティーカ | 「プリズムフレア」 | テレビアニメ『アイドルマスター シャイニーカラーズ 2nd season』関連曲                                                            |
| 10月30日 | THE IDOLM@STER SHINY COLORS Happy Surprise Trick!                                      | 風野灯織（近藤玲奈）、月岡恋鐘（礒部花凜）、有栖川夏葉（涼本あきほ）、芹沢あさひ（田中有紀） | 「OPEN the New world」 | テレビアニメ『アイドルマスター シャイニーカラーズ 2nd season』関連曲                                                            |
| 10月30日 | THE IDOLM@STER SHINY COLORS Happy Surprise Trick!                                      | シャイニーカラーズ | 「Poison Berry Daughters」 | テレビアニメ『アイドルマスター シャイニーカラーズ 2nd season』関連曲                                                            |
| 11月28日 | 謝肉祭                                                                                 | 水月ひかり 【ウタヒメドリーム】（礒部花凜） | 「謝肉祭」 | 『ウタヒメドリーム』関連曲 |
| 12月25日 | THE IDOLM@STER SHINY COLORS Over the prism                                             | アンティーカ | 「橙より未来」 | テレビアニメ『アイドルマスター シャイニーカラーズ 2nd season』関連曲                                                            |
| 12月25日 | THE IDOLM@STER SHINY COLORS Over the prism                                             | シャイニーカラーズ | 「プリズムフレア -23 colors-」 | テレビアニメ『アイドルマスター シャイニーカラーズ 2nd season』関連曲                                                            |
| 2025年   |                                                                                        | | | |
| 1月17日  | SToRY                                                                                  | Leo/need | 「SToRY」 | 劇場アニメ『劇場版プロジェクトセカイ 壊れたセカイと歌えないミク』関連曲                                                         |
| 1月30日  | Worlders                                                                               | バーチャル・シンガー、Leo/need、MORE MORE JUMP!、Vivid BAD SQUAD、ワンダーランズ×ショウタイム、25時、ナイトコードで。 | 「Worlders」 | 劇場アニメ『劇場版プロジェクトセカイ 壊れたセカイと歌えないミク』エンディングテーマ                                             |
| 2月19日  | すれすれ/それでも僕らは歌うことをやめない                                              | Leo/need、MEIKO | 「すれすれ」 | ゲーム『プロジェクトセカイ カラフルステージ！ feat. 初音ミク』関連曲                                                            |
| 2月19日  | すれすれ/それでも僕らは歌うことをやめない                                              | Leo/need、鏡音レン | 「それでも僕らは歌うことをやめない」 | ゲーム『プロジェクトセカイ カラフルステージ！ feat. 初音ミク』関連曲                                                            |
| 2月21日  | 群青讃歌（劇場版プロジェクトセカイver.）                                               | Leo/need、MORE MORE JUMP!、Vivid BAD SQUAD、ワンダーランズ×ショウタイム、25時、ナイトコードで。 | 「群青讃歌（劇場版プロジェクトセカイver.）」 | 劇場アニメ『劇場版プロジェクトセカイ 壊れたセカイと歌えないミク』挿入歌                                                         |
| 2月27日  | 快晴「劇場版プロジェクトセカイ」ver.                                                   | Leo/need | 「快晴「劇場版プロジェクトセカイ」ver.」 | 劇場アニメ『劇場版プロジェクトセカイ 壊れたセカイと歌えないミク』挿入歌                                                         |
| 3月26日  | THE IDOLM@STER SHINY COLORS Song for Prism Real Mind Shakes / THE LAST PRIDE           | アンティーカ | 「THE LAST PRIDE」 | ゲーム『アイドルマスター シャイニーカラーズ Song for Prism』関連曲                                                              |
| 3月28日  | ふれふれ、キミの春                                                                     | HiREN（花耶）、水月ひかり（礒部花凜） feat.井上苑子 | 「青いベンチ」 | 『ウタヒメドリーム』関連曲 |
| 3月31日  | フレー                                                                                 | Leo/need、初音ミク | 「フレー」 | 大塚製薬『ポカリスエット』×『プロジェクトセカイ カラフルステージ！ feat. 初音ミク』コラボ楽曲                                   |
| 3月31日  | コスモスパイス                                                                         | 天馬司（廣瀬大介）、天馬咲希（礒部花凜）、初音ミク | 「コスモスパイス」 | 日清食品『カップヌードル』×『プロジェクトセカイ カラフルステージ！ feat. 初音ミク』コラボ楽曲                                   |
| 4月22日  | 春よ、来い                                                                             | 水月ひかり 【ウタヒメドリーム】（礒部花凜） | 「春よ、来い」 | 『ウタヒメドリーム』関連曲 |
| 6月25日  | Leo/need SEKAI ALBUM vol.3                                                             | Leo/need、初音ミク | 「glow」 「初めての恋が終わる時」 「Henceforth」 | ゲーム『プロジェクトセカイ カラフルステージ！ feat. 初音ミク』関連曲                                                            |
| 6月25日  | Leo/need SEKAI ALBUM vol.3                                                             | 星乃一歌（野口瑠璃子）、天馬咲希（礒部花凜）、巡音ルカ | 「サマータイムレコード」 | ゲーム『プロジェクトセカイ カラフルステージ！ feat. 初音ミク』関連曲                                                            |
| 6月25日  | Leo/need SEKAI ALBUM vol.3                                                             | Leo/need、MEIKO | 「幾望の月」 | ゲーム『プロジェクトセカイ カラフルステージ！ feat. 初音ミク』関連曲                                                            |
| 6月25日  | Leo/need SEKAI ALBUM vol.3                                                             | Leo/need、鏡音リン | 「東京テディベア」 | ゲーム『プロジェクトセカイ カラフルステージ！ feat. 初音ミク』関連曲                                                            |
| 6月25日  | Leo/need SEKAI ALBUM vol.3                                                             | Leo/need、巡音ルカ | 「抜錨」 | ゲーム『プロジェクトセカイ カラフルステージ！ feat. 初音ミク』関連曲                                                            |
| 6月25日  | Leo/need SEKAI ALBUM vol.3                                                             | 星乃一歌（野口瑠璃子）、天馬咲希（礒部花凜）、鏡音レン | 「林檎売りの泡沫少女」 | ゲーム『プロジェクトセカイ カラフルステージ！ feat. 初音ミク』関連曲                                                            |
| 6月25日  | Leo/need SEKAI ALBUM vol.3                                                             | Leo/need、KAITO | 「モザイクロール (Reloaded)」 「ワールド・ランプシェード [reunion]」 | ゲーム『プロジェクトセカイ カラフルステージ！ feat. 初音ミク』関連曲                                                            |
| 9月3日   | その音が鳴るなら/Sympathy                                                              | Leo/need、巡音ルカ | 「その音が鳴るなら」 | ゲーム『プロジェクトセカイ カラフルステージ！ feat. 初音ミク』関連曲                                                            |
| 9月3日   | その音が鳴るなら/Sympathy                                                              | Leo/need、初音ミク | 「Sympathy」 | ゲーム『プロジェクトセカイ カラフルステージ！ feat. 初音ミク』関連曲                                                            |
| 10月22日 | raison d'etre                                                                          | 一柳梨璃（赤尾ひかる）、白井夢結（夏吉ゆうこ）、相澤一葉（藤井彩加）、松村優珂（集貝はな）、今叶星（前田佳織里）、宮川高嶺（礒部花凜） | 「raison d'être」 | ゲーム『アサルトリリィ Last Bullet』4周年テーマ曲                                                                               |
| 10月22日 | raison d'etre                                                                          | 今叶星（前田佳織里）、宮川高嶺（礒部花凜） | 「raison d'être（叶星&高嶺ver.）」 | ゲーム『アサルトリリィ Last Bullet』関連曲                                                                                      |

## 書籍

### 写真集
- 私めく（2023年9月19日、KADOKAWA、撮影：藤原宏）ISBN 978-4048976367[95]

### デジタル写真集
- Karin’s Holiday（2024年1月26日、集英社［YJ PHOTO BOOK］、撮影：近藤宏一）[96]
- 約束だからね。（2024年7月25日、集英社［YJ PHOTO BOOK］、撮影：田口まき）[97]
- ゆけむり旅情（2024年11月18日、集英社［週プレ PHOTO BOOK］、撮影：カノウリョウマ）[98]
- 幸せのおすそわけ（2025年2月20日、集英社［YJ PHOTO BOOK］、撮影：田口まき）[99]